# Tu–144
A Tu–144 (NATO-kód: Charger) a világ leggyorsabb utasszállító repülőgépe, a Concorde-ot megelőzve a világon az első szuperszonikus utasszállító repülő. A típust az Alekszej Andrejevics Tupoljev vezette, Andrej Nyikolajevics Tupoljevről elnevezett szovjet Tupoljev tervezőiroda fejlesztette ki, és a Voronyezsi Repülőgépgyár gyártotta le. Végsebessége elérte az óránkénti 2430 kilométert.
A Tu–144 először 1968. december 31-én szállt fel a Tupoljev OKB Moszkva melletti zsukovszkiji gyárából, két hónappal az Aérospatiale / British Aircraft Corporation által gyártott Concorde előtt. A Tu–144 1969. június 5-én az első utasszállító gép lett, amely átlépte a hangsebességet, 1970. május 26-án pedig meghaladta a 2 Mach sebességet, ezzel azóta is a leggyorsabb utasszállító repülő.
A Tu–144 volt a Tupoljev tervezőiroda egyetlen, hangsebesség feletti utasszállító programja – az iroda többi, hangsebesség feletti repülőgépe katonai célokra készült. Ezek a gépek mind részesültek a Központi Aero- és Hidrodinamikai Intézet műszaki és tudományos eredményeiből.

## Tervezése és fejlesztése
Hruscsov utasítását követve a Repülőgépipari Minisztérium 1963. július 26-án elrendelte egy szuperszonikus utasszállító gép fejlesztését, miután tíz nappal korábban a szintén Hruscsov vezette szovjet minisztertanács jóváhagyta a programot. A feltételek szerint a Tupoljev-tervezőirodának 2300–2700 km/h utazósebességű, 80–100 utas szállítására képes, 4000–4500 km hatótávolságú utasszállítót kellett terveznie, továbbá egy nagyobb üzemanyag-tartályú, 30–50 utast 6000–6500 km-re szállító változatot is. A maximális felszállótömeget 120-130 tonnában szabták meg. A terv előírta az elkövetkező négy év során öt prototípus, ebből kettő felszállásra alkalmatlan, statikai próbáknál használandó gép elkészítését, az első gép elkészültét pedig 1966-ra tették.
A hatótávolsággal kapcsolatos műszaki kihívások sokrétűsége miatt a Tupoljev tervezőiroda kétlépcsős fejlesztés mellett döntött. Az első lépcsőben a 4000–4500 km-es hatótávolságra képes repülőgépet fejlesztenék ki, a másodiknál a 6500 km-est. A Tu–144 sikere nagyban függött a gépre szerelhető hajtóművektől. A Mjasziscsev tervezőiroda is foglalkozott korábban hangsebesség feletti utasszállítók ötletével, és számításaik alapján nagyjából már kialakult, hogy a Tu–144 hajtóműveinek milyen paraméterekkel kellene rendelkezniük. Egy erősebb hajtómű kifejlesztéséig az NK–144-est építették az első Tu–144-esekbe.
A Tu–144 fejlesztése idején aerodinamikai kísérletet végeztek a MiG–21I kísérleti altípussal. 2 darab gépet építettek át, amelyeken a gótikus (szinuszos) szárnyformát tesztelték (a Tu–144-é kettős nyilazású delta) amin kombinált csűrő és magassági kormányok voltak elhelyezve. Különleges kamerákkal szerelték fel a gépeket. Az orrba és farokrészbe egy-egy 290 kg-os, mozgatható súlyt építettek be, amikkel a tömegközéppont-módosulásra való reagálást figyelték. A tesztrepülések 1968. április 18-án kezdődtek a Gromov Repülőkísérleti Intézetben. 1969 végére 140 repülést teljesítettek 19 000 méter magasságig, 212 km/h-tól 2,06 Machig terjedő sebességtartományban. A fő tesztprogram befejezése után V. Konsztantyinov pilóta műrepülés közben lezuhant az első protopéldánnyal a Kutatóintézet területén. A második gépet a Tu–144-gyel repülő pilóták kiképzése után a monyinói múzeumban állították ki.
A deltaszárny miatt első ránézésre sokban hasonlít egymásra a francia-angol és a szovjet gép, de az irányítószervek, a navigációs berendezések és a hajtómű-rendszerek lényeges eltérést mutatnak. Bizonyos szempontokból a Tu–144 technológiai előnyben volt, de többek között hatótávolságában, aerodinamikai kifinomultságában és a hajtóművek irányításában lemaradt a Concorde mögött. A Concorde például a Lucas Industries által gyártott hajtómű-vezérlő rendszert használta, de a Tupoljev a COCOM-listás korlátozások miatt nem vásárolhatott ilyet. A Concorde az utaskabin és a hidraulika-rendszer hűtéséhez az üzemanyagot használta, a Tupoljev viszont külön hűtőrendszert épített a Tu–144-be, így az lényegesen nehezebb lett. A Concorde a hangsebesség átlépése után az utánégetők használata nélkül is fenn tudta tartani sebességét, a Tu–144 nem. A későbbi Tu–144SZ változatnál ezt a problémát már megoldották.
A Tupoljev tervezőiroda a CCCP-68001-es lajstromszámú prototípus gépen számos változást eszközölt. A szériagépeken megjelent a gép orrán egy nagyobb sebességnél behajtható kacsaszárny, amely az alacsony repülési sebességnél javította a gép stabilitását. Az elevonok lefelé térítésével a deltaszárny felhajtóereje megnő, ám a gép orra ilyenkor lebillen. A kacsaszárnyak felhajtóereje megakadályozza ezt a lebillenést, aminek köszönhetően a Tu–144 szériagyártott változatainál a leszállási sebesség 315–333 km/h-ra csökkent – bár ez még mindig meghaladta a kacsaszárnyakkal nem rendelkező Concorde-ét.

## Gyártása
A Tu–144-ből összesen 16 repülésre is képes példány készült: a CCCP-68001 lajstromszámú prototípus, a CCCP-77101 lajstromszámú a sorozatgyártású Tu–144SZ nullszériás példánya volt, kilenc Tu–144SZ (CCCP-77102-110) és öt Tu–144D (CCCP-77111-115). A CCCP-77116 lajstromszámú gép építését már nem fejezték be. A repülő prototípussal egyidőben legalább egy géptest is készült statikai próbák céljából.
Az első sorozatgyártású változatot, a Tu–144SZ modellt Kuznyecov NK–144 hajtóművekkel szerelték fel, amely azonban nem volt eléggé hatékony ahhoz, hogy utánégető nélkül a gép fenntarthassa a 2 Mach feletti sebességet. Forszázs nélkül ennek a géptípusnak 1,6 Mach volt az utazósebessége. A hajtómű emellett rengeteg üzemanyagot égetett, így terheléstől függően a gép hatósugara 4000–4500 km volt csupán, amely messze alulmúlta a Concorde-ot.
A későbbi, Tu–144D modellt már az erősebb és hatékonyabb Koleszov RD–36–51 hajtóművekkel látták el. Ennek köszönhetően a gép utazósebessége is túllépte a 2 Machot, és a hatótávolság is megközelítette a 6200 km-t. A 7000 km-nél hosszabb hatótávolságú gép terve már nem jutott túl a tervezőasztalon.
Sugárfék híján a Tu–144 volt az utolsó fékezőernyőt használó utasszállító repülőgép.

## Menetrend szerinti üzemeltetése

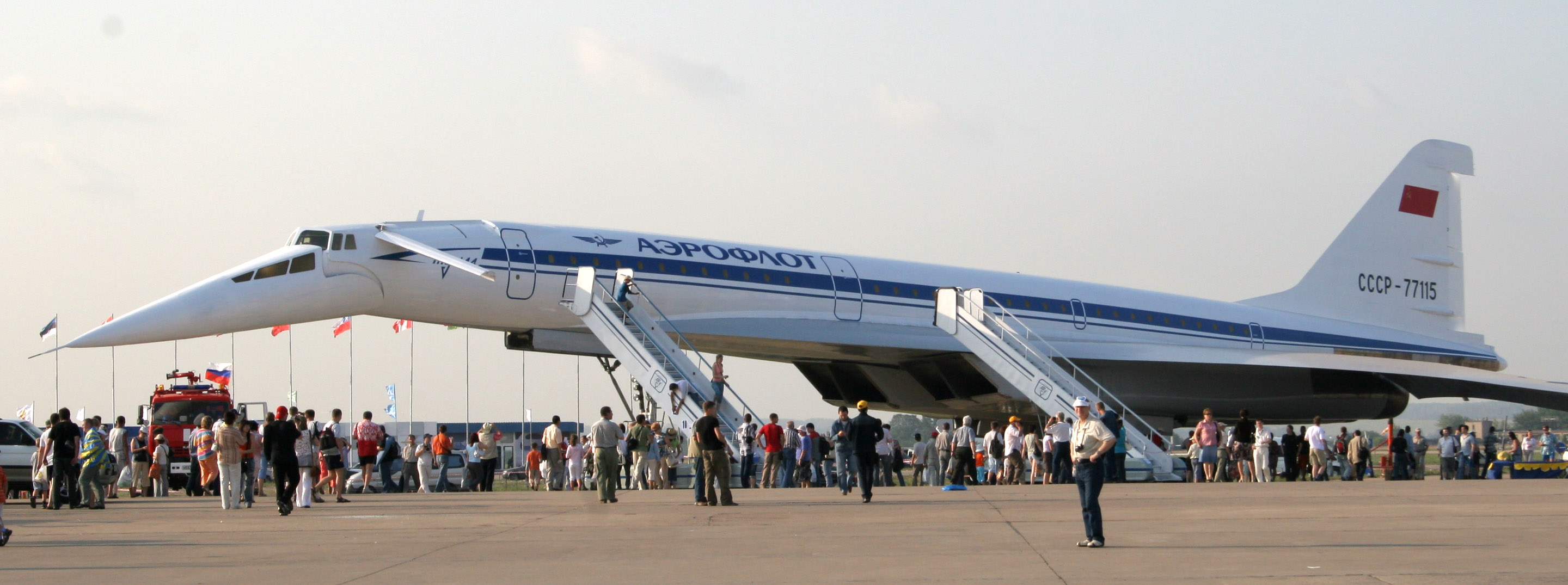
Egy Tu–144 a MAKSZ 2007 kiállításon

Az Aeroflot 1974-ben négy Tu–144SZ-szel megkezdte a lehetséges útvonalak feltérképezését, például a Moszkva-Vlagyivosztok útvonalat, tyumenyi technikai leszállással. A gépet 1975. december 26-án állították szolgálatba a Moszkva-Domogyedovo–Alma Ata útvonalon, az utasszolgálat felkészítésére elsőként posta- és teherforgalomban. Az utasrepülések 1977. novemberében kezdődtek, és nagyjából menetrend szerinti jelleggel folytak egészen addig, amikor 1978. május 23-án az első Tu–144D egyik berepülése során halálos áldozatokat is követelő kényszerleszállást hajtott végre a Moszkva melletti Jegorjevszknél. Az utolsó menetrend szerinti Aeroflot járat a Tu–144 ötvenötödik utasszállító repülése volt 1978. június 1-jén.

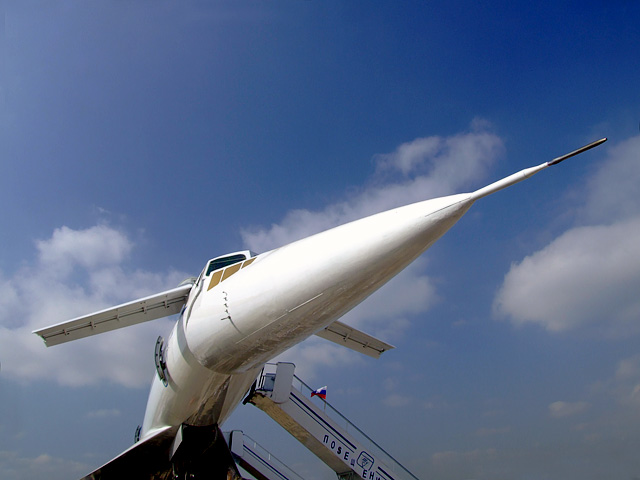
A Tu–144 egyik jellegzetessége a behúzható kacsaszárny

A Tu–144D változattal az Aeroflot 1979. június 23-án újra beindítani tervezte a menetrend szerinti járatokat, ám a jegorjevszki baleset miatt a gépek légialkalmassági bizonyítványa az utasrepülést nem engedélyezte. Ezek a gépek már csak légipostát és könnyebb rakományt szállítottak a hosszabb útvonalakon, például a Moszkva-Habarovszk viszonylaton. A Tu–144D-t már hatékonyabb Koleszov RD–36–51 sugárhajtóművekkel szerelték fel, amely az utazósebességet 2,15 Machra emelte
Az 55 utasszállító járattal együtt a géptípus kereskedelmi üzemeltetésben 102 menetrend szerinti Aeroflot járaton vett részt. Az 1980-as évek végéig az Aeroflot a menetrend szerinti üzemeltetés befejezése után is repült még alkalmanként a Tu–144D típusokkal.
A Tu–144 számára nem sikerült megtalálni a pénzügyileg is sikeres üzemeltetési módot – bár a Szovjetunióban a nyereségesség nem volt elsődleges szempont. A gép üzemeltetési költségei, a Concorde-hoz hasonlóan, csillagászati magasságokba rúgtak. A Concorde üzleti sikere abban rejlett, hogy a nyugati világban voltak üzletemberek, akik számára az idő pénz volt, ezért a hangsebesség feletti utazásnak köszönhető időnyereség ára nekik megérte. A Szovjetunióban ilyen üzletemberek nem voltak.

## Egyéb üzemeltetése

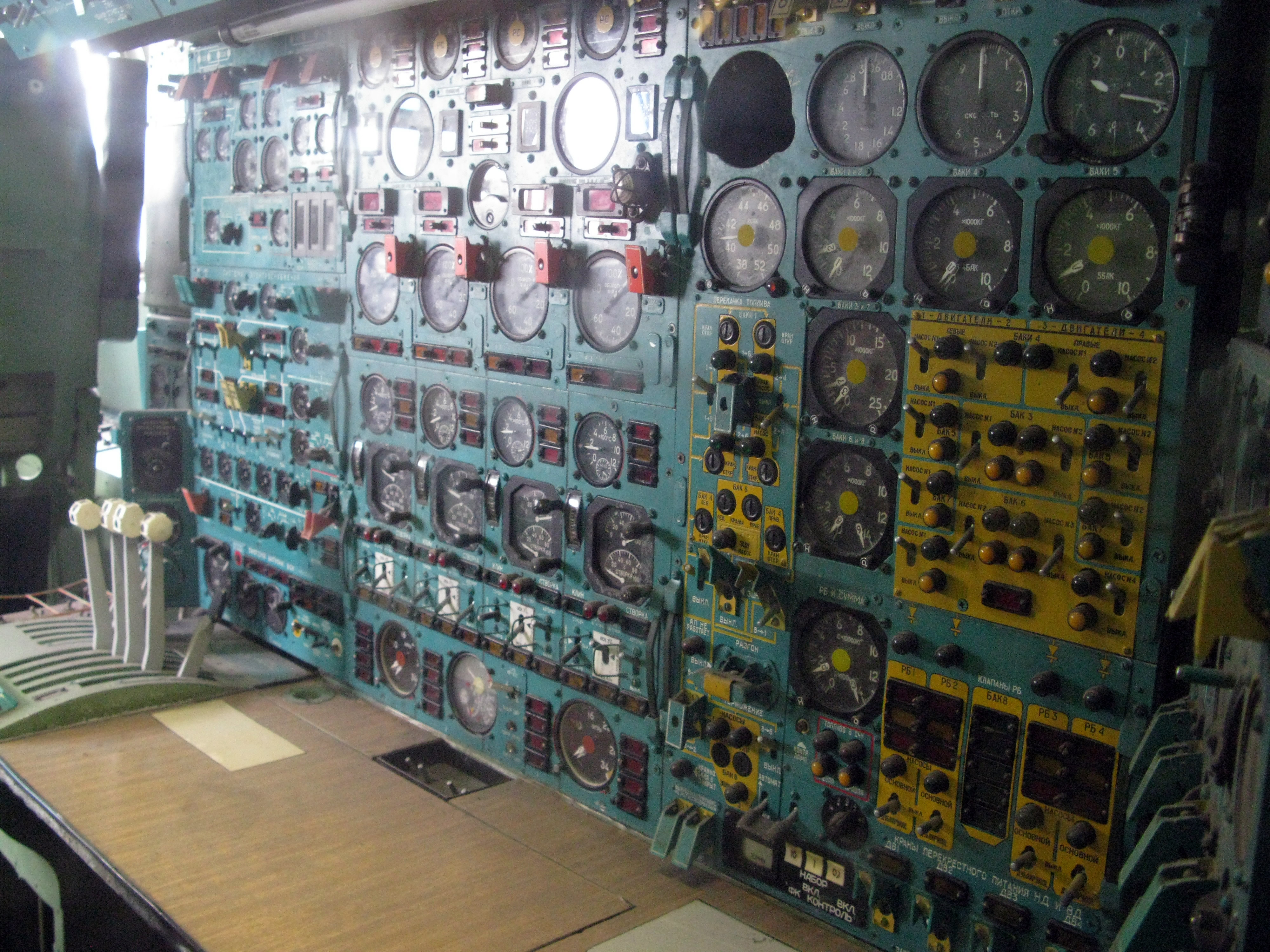
A fedélzeti mérnök munkahelye a Tu–144 pilótafülkéjében

Bár a típus utolsó, menetrend szerinti utasszállító járata 1978-ban szállt le, a Tu–144 gyártását csupán hat évvel később, 1984-ben állították le a félkész CCCP-77116 lajstromszámú Tu–144D-nél. Az 1980-as évek során az utolsó két szériagyártott gépet légi laboratóriumként használták, többek között az ózonréteg pusztulásának megfigyelésére, illetve a Burán űrsikló pilótáinak képzéséhez. Ez utóbbi keretén belül Igor Volk és Anatolij Levcsenko kozmonauta-jelöltek 22 km-es magasságól végeztek vitorlázó leszállást az egyik Tu–144D-vel.
Az 1990-es évek elején Judith DePaul amerikai üzletasszony és az IBP Aerospace cége sikeresen tárgyalt a Tupoljevvel és a NASA-val arról, hogy a Tu–144-et a NASA, a Rockwell és a Boeing által beindított High Speed Civil Transport következő generációs szuperszonikus utasszállító-program részeként használnák. 1995-ben a RA-77114 lajstromszámú, 1981-ben épített, de csupán összesen 82 órát és 40 percet repült Tu–144D-t közel 350 millió dolláros összegért átépítették. Az új típus az "Летающая Лаборатория" (repülő laboratórium) orosz kezdőbetűi után a Tu–144LL nevet kapta. A gép 1996 és 1998 között összesen 27 repülést végzett a Tupoljev zsukovszkiji üzeméből indulva, amelyből három esetben a gépet a NASA berepülőpilótái vezették. A gép műszaki sikeressége ellenére 1999-ben a programot finanszírozási hiányok miatt befejezték.
A Tu–144LL-t 2001 júniusában 11 millió dolláros áron egy online árverés keretén belül eladták, de a vevő 2003 szeptemberében kijelentette, hogy a tranzakció nem zárult sikerrel. Ennek oka nagyrészt az volt, hogy a gép hajtóművének, a Tu–160 bombázókban is használt Kuznyecov NK-321-nek exportját annak haditechnikai volta miatt az orosz kormány nem engedélyezte.

## Balesetei

### A Le Bourget-i katasztrófa
1973. június 3-án a Tu–144 fejlesztési programját rendkívüli csapás érte, amikor a Le Bourget-i kiállításon lezuhant a CCCP-77102-es lajstromszámú, szériagyártású Tu–144SZ. Repülés közben a Tu–144 egy hirtelen leforduló manővert végzett, majd amikor a bekövetkező zuhanásból a pilóta megpróbálta kihúzni, a gép kettétört és lezuhant. A földbe csapódó roncsok 15 házat pusztítottak el. A katasztrófának a fedélzeten tartózkodó M. V. Kozlov berepülőpilóta, V. M. Molcsanov másodpilóta, V. N. Bengyerov főtervező-helyettes, A. I. Dralin fedélzeti mérnök, G. N. Bazsenov navigátor és B. A. Pervuhin vezető mérnök, valamint a földön további nyolc ember vált áldozatává.
A katasztrófa okait a mai napig vita övezi. Egy népszerű elmélet szerint a Tu–144 egy Mirage III elől tért ki, amely az akkor rendkívül modern technológiának számító kacsaszárnyakat próbálta meg lefényképezni. Az elmélet szerint a francia és a szovjet hatóságok összeesküvését követően eltussolták az ügyet. A katasztrófáról készült első francia beszámolóban nem esik szó a Mirage-ról. Újabb keltezésű beszámolókban már megemlítik a vadászgépet, és azt is beismerik, hogy a szovjet pilóták nem tudtak a vadászgép közeledéséről, bár a katasztrófa kiváltó okaként továbbra sem szerepel.
Egy másik elmélet szerint a fekete dobozt a szovjeteknek sikerült megszerezni és dekódolni. Ezen elmélet szerint a baleset oka az lehetett, hogy az előző nap a szerelők megváltoztatták a stabilizációs rendszer paramétereit abból a célból, hogy a Tu–144 a Concorde-nál látványosabb bemutatót produkáljon. Az elmélet szerint a változtatásokkal véletlenül rövidre zártak egy pár gyártáskor használt áramkört, amely miatt a gép átesett és lezuhant.
Egy harmadik elmélet szerint a francia–angol Concorde-csoport szánt szándékkal szabotálta a gépet. Mivel sejtették, hogy a szovjetek megpróbálják ipari kémkedéssel megszerezni a Concorde terveit, a szovjeteknek hamis, rejtett hibákat tartalmazó terveket adtak át, ami később a gép katasztrófájához vezetett.

### A jegorjevszki katasztrófa
1978. május 23-án történt a Tu–144 második halálos balesete, amikor a CCCP-77111 lajstromszámú Tu–144D üzemanyag-szivárgásból származó tűz miatt kényszerleszállást hajtott végre a Moszkva közeli Jegorjevszk mellett. A gép a földön kiégett, a roncsokat beolvasztották.
A Moszkva–Habarovszk útvonal a nagyobb teljesítményű és hatékonyságú hajtóművekkel ellátott Tu–144D használatával reálissá vált, és ezt az útvonalat próbálta meg repülni a kérdéses gép is. A későbbi vizsgálat megállapította, hogy 18:18 órakor fémfáradás okozta az egyik üzemanyag-vezetéken azt a szivárgást, amely miatt összesen 8 tonna üzemanyag szivárgott a jobb oldali szárnyba. 18:45 órakor tűzjelzés érkezett a 3. számú hajtóműből, amelyet a személyzet leállított. A szomszédos 4. hajtóművet a tűz terjedésének megakadályozása miatt szintén leállították és két hajtóművel folytatták a repülést.
A pilótafülkét azonban hamarosan sűrű fekete füst lepte el, és egy harmadik hajtómű is leállt. Ekkor a gépparancsnok egy Jegorjevszk melletti mezőn történő, behúzott futóműves kényszerleszállás mellett döntött. A kényszerleszállás közben az orrcsúcs berogyott és darabjai behatoltak a pilótafülkébe, ahol O. A. Nyikolajev és V. L. Venyegyiktov fedélzeti mérnökök halálát okozták. A személyzet többi tagja sikeresen elhagyta az égő gépet. A személyzet között volt E. V. Jeljan berepülőpilóta, aki a Tu–144 prototípusának első repülését hajtotta végre. A tűz észlelése és a kényszerleszállás között 6 perc telt el.

## Példányai
| Első felszállás                   | Változat | Lajstrom   | Repülések száma | Mach+ rep. száma | Repült óra | Mach+ repült óra | Sorsa |
| --------------------------------- | -------- | ---------- | --------------- | ---------------- | ---------- | ---------------- | --- |
| 1968. december 31.                | Tu–144   | CCCP-68001 |                 |                  |            |                  | Prototípus, a Tupoljev zsukovszkiji gyárában készült. Első felszállásánál a pilóta Le. V. Jeljan volt, a repülés 37 percig tartott. 1969. június 5-én átlépte a hangsebességet, 1970. november 12-én a Mach 2-t. 1969-ben Moszkvában a típus világbemutatóján szerepelt, 1971-ben a Le Bourget-i kiállításon találkozott először a Concorde-dal. A gépet azóta a Tupoljev zsukovszkiji gyárában szétbontották. |
| 1971. június 1.                   | Tu–144SZ | CCCP-77101 | 231             | 41               | 339        | 56               | Nullszériás gép, a Tupoljev zsukovszkiji gyárában készült. A szárny formáját megváltoztatták, felületét megnövelték. A géptörzset 150 utas befogadására meghosszabbították. A hajtóműveket a javított NK–144A modellre cserélték, külön gondolákba kerültek, a futóműveket a hajtóművek közé helyezték át. A fel- és leszállási stabilitás növelésére a törzs elejére, a pilótafülke mögé kacsaszárnyakat szereltek fel. A változtatások miatt a felszállótömeg 190 tonnára emelkedett. A gépet azóta szétbontották. |
| 1972. március 20.                 | Tu–144SZ | CCCP-77102 |                 |                  |            |                  | Első szériagyártású gép. A nullszériás gépnél tapasztaltak alapján a szárny aerodinamikáján és felületén javítottak, a felszállótömeg 195 tonnára nőtt. 1973. június 6-án lezuhant a Le Bourget-i bemutató során. Ez a gép és minden ezt követő példány a voronyezsi repülőgépgyárban készült. |
| 1973. december 13.                | Tu–144SZ | CCCP-77103 | 250             |                  | 313        | 59               | A Le Bourget-i katasztrófát követően számos berepülésre volt szükség, mielőtt a géptípust utasforgalomba állíthatták. Ez a gép a Szovjetunió több városába is repült az NPK–144 navigációs és repülési rendszer tesztelésére. A gépet 1984-ben Zsukovszkijban szétbontották. |
| 1974. június 14                   | Tu–144SZ | CCCP-77104 | 265             |                  | 431        | 95               | Az 1975-ös Le Bourget-i kiállításra újralajstromozták CCCP-77144-re. Aerodinamikai kísérletekre használták, többek között a gép nagy állásszögű repülésnél történő viselkedésénél. 1987-ben Zsukovszkijban szétbontották. |
| 1974. november 30                 | Tu–144SZ | CCCP-77105 |                 |                  |            |                  | Koljeszov RD–36–51 hajtóművekkel felszerelve az első, átépített Tu–144D változattá vált. 1976. június 5-én 5 tonna teherrel végrehajtotta a leghosszabb Tu–144 útvonalrepülést, a 6200 km-es Moszkva–Habarovszk távolságot. 1993-ban a zsukovszkiji repülőtér roncstelepére került, egyes beszámolók szerint 1995-ben ott szerelték szét. |
| 1975. március 4.                  | Tu–144SZ | CCCP-77106 | 320             |                  | 582        |                  | A gépet a légkondíciónáló-rendszer hatékonyságának felmérésére és az üzemanyag-rendszer egyes hibáinak kiküszöbölésére is használták. 1975. december 26-ától a Moszkva–Alma Ata útvonalon teherszállító járat. Az orosz légierő monyinói múzeumba vonulásával az első hangsebesség feletti utasszállítóvá vált, amely füves pályára szállt le. |
| 1975. augusztus 20.               | Tu–144SZ | CCCP-77107 | 180             |                  | 357        | 135              | 1977-től repülési kísérletekre használták, amelyekből kiderült, hogy 195 tonnás felszállótömeggel és 15 tonnának megfelelő teherrel 3080 km-es hatótávolságot lehet elérni. 7 tonnás teherrel ez 3600 km-re növelhető. A 14–15 tonnás terheléssel a 4000–4500 km-es hatótávolság az NK–144A hajtóművekkel felszerelt Tu–144SZ számára kivitelezhetetlen, de RD–36–51 hajtóművekkel már elérhető. A gép 1985. március 29-én a kazanyi repülőgépgyárban szállt le, azóta ott van kiállítva. |
| 1975. december 12.                | Tu–144SZ | CCCP-77108 | 50              |                  | 68         | 6                | Bár az Aeroflot színeire festették és a légitársasághoz lajstromozták, oda sohasem került. Egy ideig a navigációs rendszer teszteléséhez használták, majd 1987-ben szamarai repüléstudományi egyetemre került, azóta ott van kiállítva. A szabad téren történt tárolás miatt a gép festése erősen megkopott. |
| 1976. április 29.                 | Tu–144SZ | CCCP-77109 |                 |                  |            |                  | Ez a gép egyike volt a Moszkva-Alma Ata útvonal menetrend szerinti járatain közlekedő két Tu–144-nek. A SU499-es járat először 1977. november 1-jén szállt fel. A 3260 km-es távot 16 000 – 17 000 méteres magasságon, 2300 km/h sebességgel tették meg. A járat hetente egyszer repült, és nem szállított 80 utasnál többet. A járatot 1978. júniusában törölték – addigra 55 repülés során 3284 utas szállított. A gép maradványai a voronyezsi repülőgépgyárban találhatók. |
| 1977. február 2.                  | Tu–144SZ | CCCP-77110 | 212             |                  | 314        |                  | Ez volt a másik Moszkva-Alma Ata közötti utasforgalomban használt Tu–144, valamint az utolsó Kuznyecov NK–144A hajtóművekkel ellátott változat. Ez volt a géptípus utolsó, Le Bourget-i kiállításon kiállított példánya, 1977-ben. 1984. június 1. óta az uljanovszki polgári repülési múzeumban van kiállítva. 2008-ban a gépet újrafestették és a kabin első felét megnyitották a látogatók előtt. |
| 1978. április 27.                 | Tu–144D  | CCCP-77111 | 5               |                  | 9          |                  | Az első szériagyártású D-változat Koleszov RD–36–51A hajtóművekkel. Az Aeroflot számára az új Moszkva-Habarovszk útvonalat próbálta ki, amelynek kivitelezhetőségét a CCCP-77105 már bebizonyította. Egy ilyen próbarepülés során 1978. május 23-án a Moszkva melletti Jegorjevszknél lezuhant, a roncsokat beolvasztották. |
| 1979. február 19.                 | Tu–144D  | CCCP-77112 | 87              | 29               | 197        | 46               | A CCCP-77111-es katasztrófája után ezt a gépet és a CCCP-77113-at a Tu–144D modell különféle próbáira használták, mielőtt az 1980-as évek elején a típus megszerezte a légialkalmassági bizonyítványát. A Moszkva-Habarovszk útvonalon végzett 50 repülés eredményeként az utasforgalomra kivitelezhetősége bebizonyosodott, de a Tu–144 program vége előtt utasszállításra már nem került sor. A gép Zsukovszkijban, a Tupoljev tervezőirodában volt kiállítva 2000. októberéig, amikor is a szárnyakat és az orr-részt leszerelték és a gépet hajón Németországba szállították; 2001. májusa óta a sinsheimi Auto & Technik múzeumban van kiállítva. Ez az egyetlen Oroszországon kívül kiállított Tu–144. A vételárát 500 000 dollárra becsülik. |
| 1979. október 2.                  | Tu–144D  | CCCP-77113 |                 |                  |            |                  | A CCCP-77112-es géppel együtt a Tu–144D modell légialkalmassági bizonyítványának megszerzésében vett részt. 1980. augusztus 31-én hangsebesség feletti repülésnél az egyik hajtómű felrobbant, a gép sikeresen földet ért. 2001-ben Zsukovszkijban szétszerelték. |
| 1981. április 13.                 | Tu–144D  | CCCP-77114 |                 |                  | 443        |                  | 1983. júliusában ez a gép 14 világrekordot állított fel, többek között a 10-30 tonna közötti teherrepülés magassági rekordját (18 200 m), az 1000 km-es zárt pálya sebességrekordját (2031,55 km/h) és a 2000 km-es zárt pálya sebességrekordját (2012,26 km/h). A Tu–144 program befejezése után a gépet magaslégköri megfigyelésekre használtak: ózonréteg, sugárzás, aerodinamika, anyagkutatás. 1990-ben nem repülőképes állapotban tárolóba helyezték. 1993-ban a Tuplojev, a NASA és más amerikai cégek jelentős átépítést végeztek rajta, többek között a hajtóműveket kicserélték a Tu-160 bombázókban is használt Kuznyecov NK–321-re. Az átépített Tu–144LL első repülése 1996. november 29-én volt, és a program 1999-es befejezéséig 27 repülésen vett részt. A program végét követően a Tupoljev tervezőiroda zsukovszkiji létesítményében tárolták. |
| 1984. október 4.                  | Tu–144D  | CCCP-77115 | 54              |                  | 38         |                  | Az utolsó elkészült Tu–144. A gép sikeresen megszerezte a légialkalmassági bizonyítványát, de az 1980-as évek kibontakozó gazdasági és politikai válsága a Tu–144 program végéhez vezetett, és a gépet az Aeroflot nem állította szolgálatba. Az 1980-as évek vége felé a gép a Burán szovjet űrsikló pilótáinak kiképzésénél használták. A CCCP-77114 mellett szóba került, hogy ezt a képet is átalakítják Tu–144LL modellé, ám ez már nem valósult meg. Zsukovszkijban, a Tupoljev tervezőirodában van kiállítva. |
| 1984-ben leállították a gyártását | Tu–144D  | CCCP-77116 |                 |                  |            |                  | Az utolsó elkezdett Tu–144, soha nem készült el. A voronyezsi repülőgépgyárban található. |

## Galéria

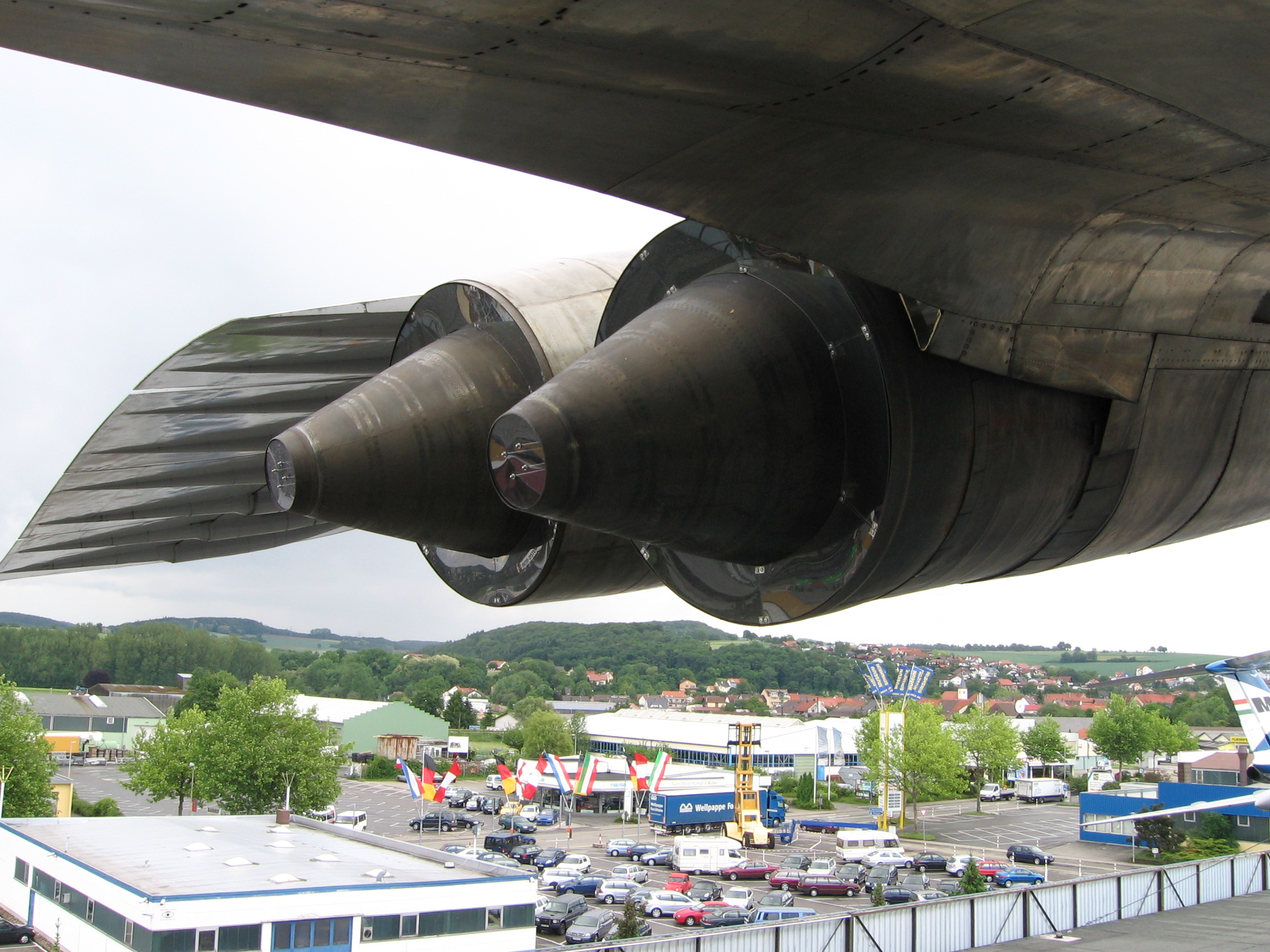
A Tu–144D RD–36–51A hajtóművei
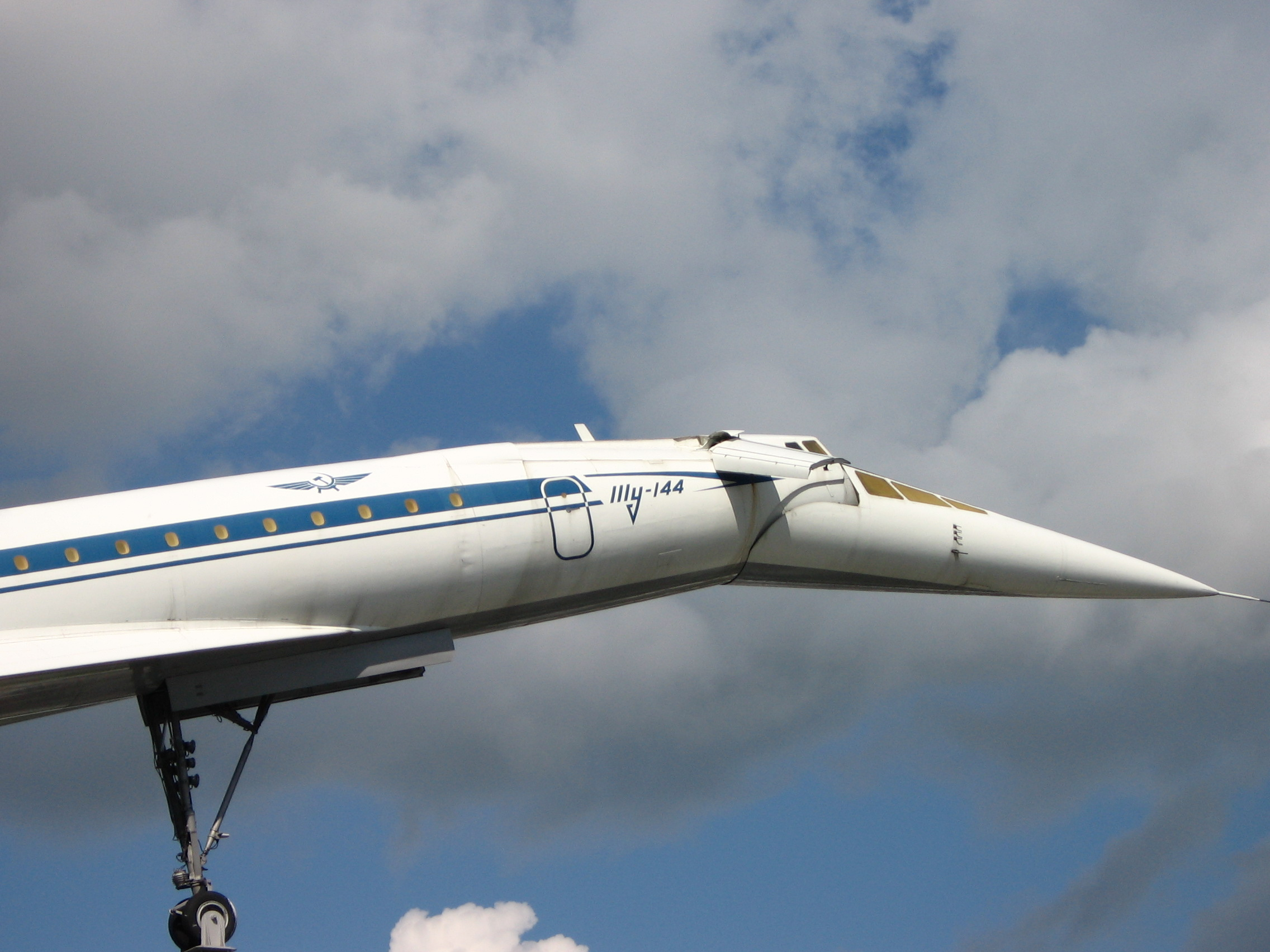
Egy Tu–144 orr-része
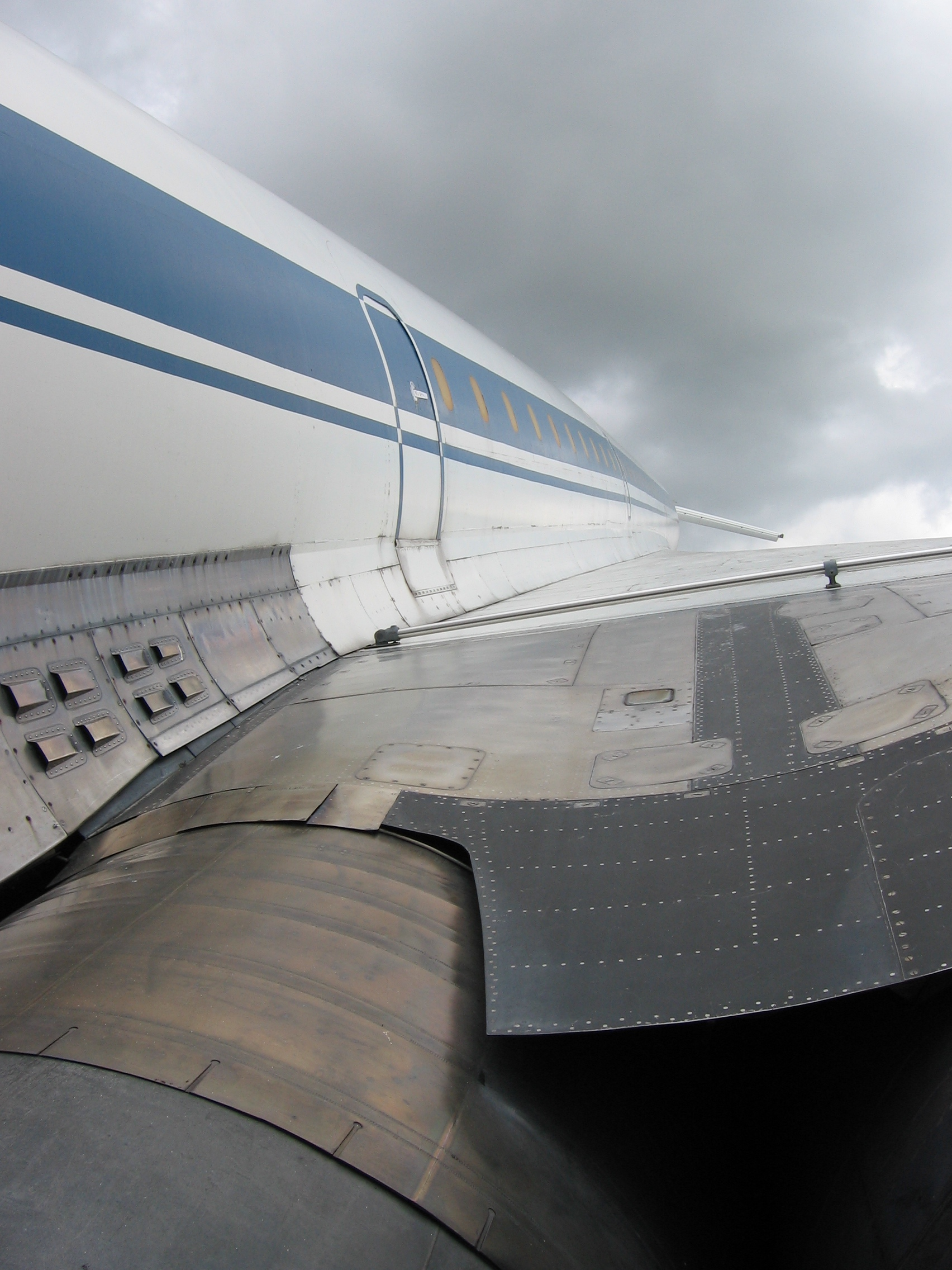
Egy Tu–144 törzse
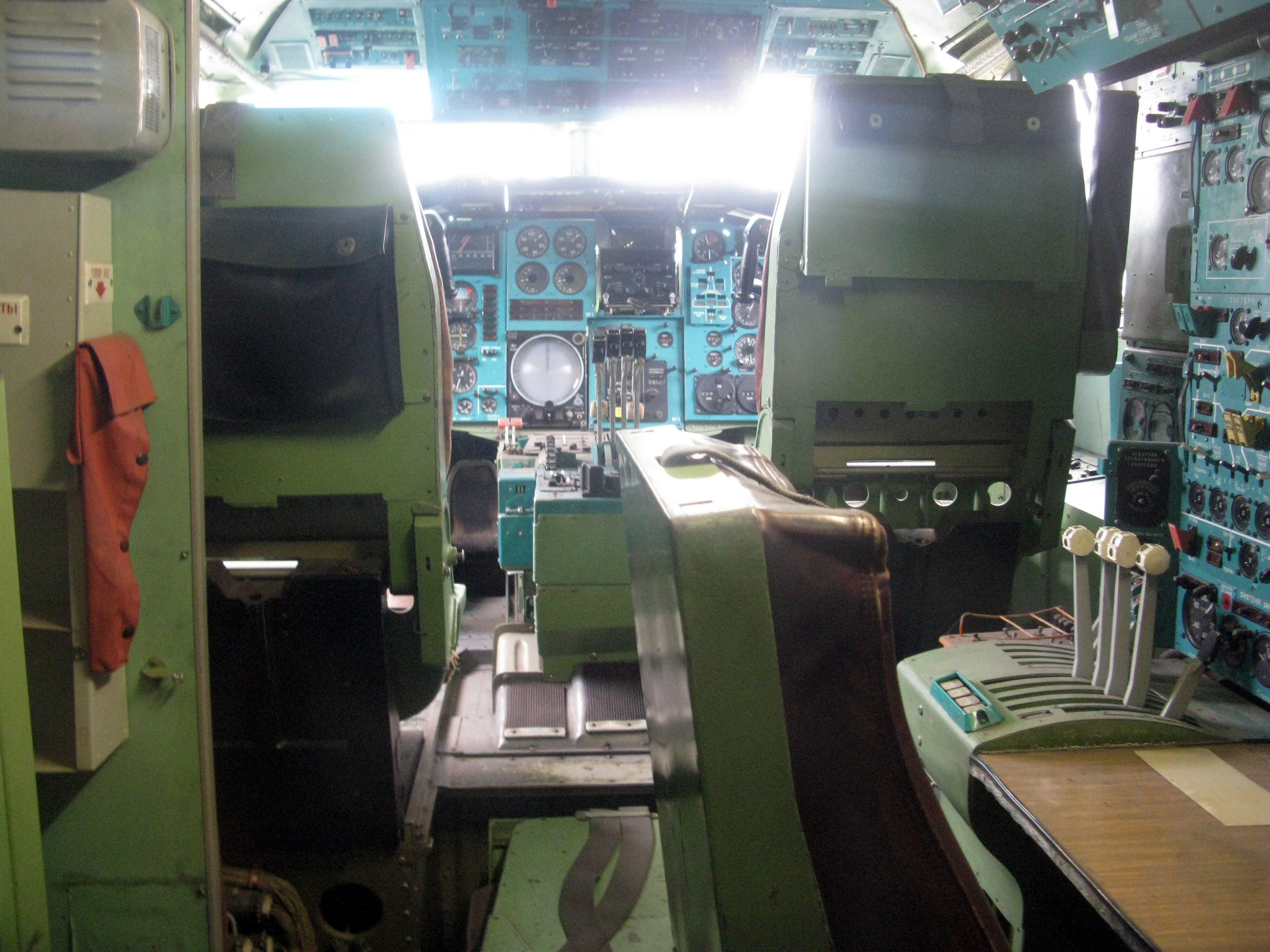
Egy Tu–144 pilótafülkéje
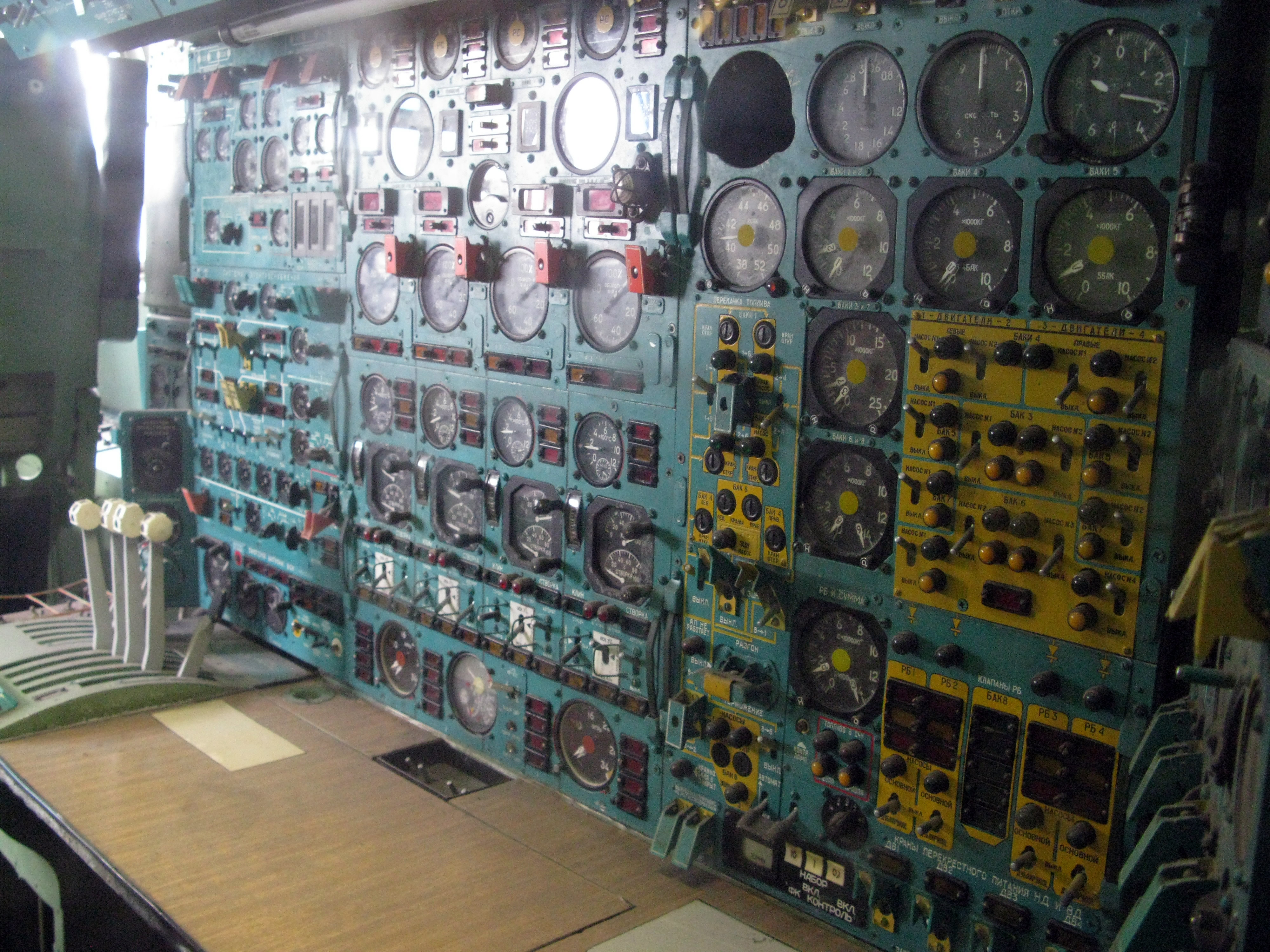
A fedélzeti mérnök munkahelye a Tu–144 pilótafülkéjében
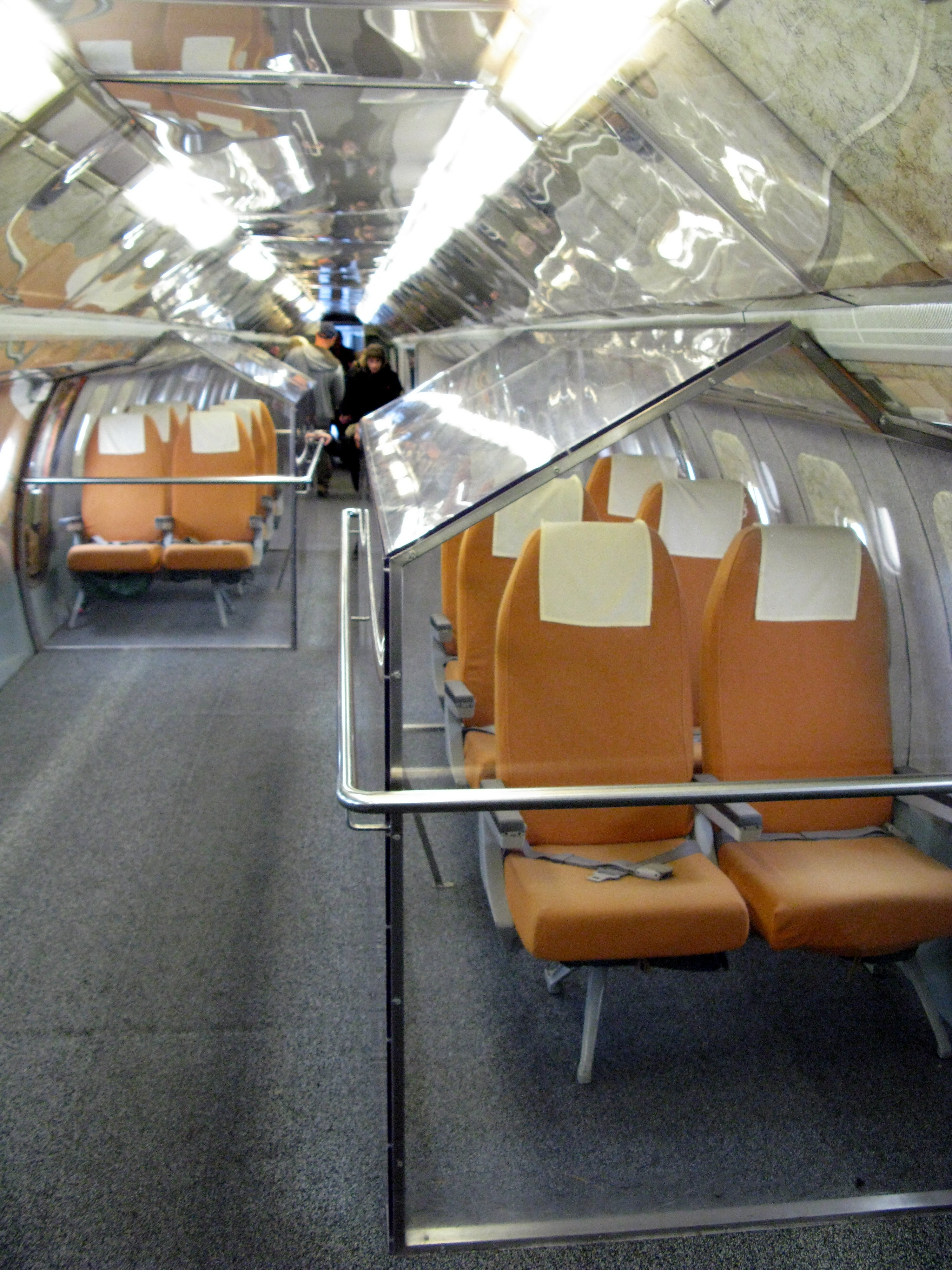
A sinsheimi Auto & Technik múzeumban kiállított Tu–144 utaskabinja

## Fordítás
- Ez a szócikk részben vagy egészben a Tupolev Tu-144 című angol Wikipédia-szócikk ezen változatának fordításán alapul.  Az eredeti cikk szerkesztőit annak laptörténete sorolja fel. Ez a jelzés csupán a megfogalmazás eredetét és a szerzői jogokat jelzi, nem szolgál a cikkben szereplő információk forrásmegjelöléseként.

## Ajánlott irodalom
- Gordon, Yefim. Tupolev Tu–144. London: Midland, 2006. ISBN 1-85780-216-0.
- Kandalov, Andrei and Paul Duffy. Tupolev: The Man and His Aircraft: The Man and His Aircraft. Warrendale, PA: Society of Automotive Engineers, 1996. ISBN 1-56091-899-3.
- Moon, Howard. Soviet SST: The Technopolitics of the Tupolev-144. London: Orion Books, 1989. ISBN 0-517-56601-X.
- Taylor, John W.R. Jane's Pocket Book of Commercial Transport Aircraft New York: Macmillan, 1974. ISBN 0-354-01081-6.

## Külső hivatkozások
- A Tupolev iroda Tu–144 oldala (angolul)
- A sinisheimi Auto + Technik Museum honlapja (angolul)
- Tu-144 SST – Flying Forever on the Internet (angolul)
- NASA rövidfilm Archiválva 2007. április 29-i dátummal a Wayback Machine-ben
- A Tu–144 világrekodrjainak táblázata
- A Le Bourget-i katasztrófáról készült fekete-fehér és színes film